# Парент, Фредди
Фредерик Альфред Парент (англ. Frederick Alfred Parent, 25 ноября 1875, Биддефорд, Мэн — 2 ноября 1972, Санфорд, Мэн) — американский бейсболист, шортстоп. В составе «Бостон Американс» в 1903 году стал победителем первой в истории Мировой серии. 

## Биография
Фредерик родился 25 ноября в Биддефорде на юге штата Мэн. Он был старшим из десяти детей Альфреда и Селины Парент, франкоканадских иммигрантов. В 14 лет мальчик бросил школу и начал работать в магазине, получая 65 центов в день. Также он собрал свою команду и в свободное время играл в бейсбол. В 16 лет он переехал в Санфорд и устроился на работу на ткацкую фабрику.
В Санфорде он начал играть за городскую бейсбольную команду. В 1896 году он женился на Фиделии Лафламм, которая с пониманием отнеслась к желанию Фредди строить бейсбольную карьеру вместо работы на фабрике. Спустя два года он впервые начал выступать за профессиональный клуб из Нью-Хейвена. Его команда заняла второе место в лиге, а сам Фредди стал одним из лучших отбивающих сезона (32,6 %). В июле 1899 года его пригласила команда «Сент-Луис Перфектос», в то время игравшая гостевой матч в Нью-Йорке. Он также получил предложение контракта с зарплатой в 1 000 долларов от «Бруклин Супербас», но остановил свой выбор на «Сент-Луисе», повторившем эти условия.
Он сыграл за «Перфектос» две игры на второй базе, но затем получил травму ноги. Руководство клуба также посчитало Фредди недостаточно опытным игроком и решило отчислить Парента. Он вернулся в Нью-Хейвен и помог своей прежней команде выиграть чемпионат Лиги Коннектикута. В 1900 году он перешёл в «Провиденс Грейс», которые выступали в Восточной лиге, являвшейся более престижным соревнованием. Хорошая статистика Фредди привлекла внимание крупных команд и в марте 1901 года он подписал контракт с «Бостон Американс».
Кроме хорошего удара, Фредди также выделялся умением делать бант. Обратной стороной этого навыка было большое число хит-бай-питч, в том числе попаданий мячом в голову. Парент отлично играл в защите. Скромные габариты позволяли ему быть очень подвижным и быстрым игроком. В 1902 году он возглавил список лидеров Американской лиги по числу результативных передач. Газета The Washington Post в 1904 году назвала Фредди лучшим шортстопом в стране.
Сезоны 1903 и 1904 годов, когда «Бостон» выигрывал Американскую лигу, стали лучшими в карьере Парента. В регулярном чемпионате 1903 года он отбивал с показателем 30,4 % и установил личный рекорд по числу триплов (17). В играх Мировой серии Фредди затмил лидера «Питтсбург Пайрэтс» Хонуса Вагнера. В восьми матчах Парент сделал 28 передач в обороне, а также набрал восемь очков в нападении (этот результат был побит только через двадцать пять лет Бейбом Рутом). В 1904 году он отбивал чуть хуже (29,1 %), но с шестью хоум-ранами вошёл в пятёрку лидеров Лиги. Именно Фредди принёс «Бостону» победу в чемпионате, набрав решающее очко после уайлд-питча Джека Чесбро из «Нью-Йорк Хайлендерс».
После успешного сезона в 1904 году его результативность начала снижаться. В следующих двух чемпионатах Фредди отбивал с показателем примерно 23,5 %. В 1907 году, после двух попаданий мячом в голову, Парент стал одним из первых игроков МЛБ, начавших одевать защитный шлем. Это было непривычно и вызывало насмешки со стороны соперников и болельщиков и через год он отказался от защитной экипировки. В 1908 году он перешёл в «Чикаго Уайт Сокс», но вернуться на прежний уровень уже не смог. В 1910 году его показатель отбивания составил скромные 17,8 %. Весной 1911 года Парент провёл за «Уайт Сокс» последние для себя три игры в МЛБ. После этого владелец команды Чарльз Комиски продал его в клуб Международной лиги «Балтимор Ориолс». В 1914 году Фредди уже в качестве тренера работал с 19-летним Бейбом Рутом. 
После «Ориолс» Парент некоторое время играл в Торонто. В 1918 и 1919 годах в качестве играющего тренера он выступал за команды из Спрингфилда и Льюистона. С 1922 по 1924 год Фредди тренировал команду Колледжа Колби в Уотервилле. С 1926 по 1928 год Парент вместе с бывшим партнёром по команде Фредом Митчеллом работал в Гарварде.
После завершения тренерской карьеры Фредерик поселился в Мэне, где занимался бизнесом и на протяжении нескольких лет владел заправочной станцией. Вместе с ещё одним бывшим партнёром по Бостону Гарри Лордом он пытался приобрести команду младшей лиги в Портленде. Также Парент неудачно баллотировался на пост шерифа округа. В 1969 году его избрали в Зал бейсбольной славы штата Мэн.
Оставшись последним живущим победителем Мировой серии 1903 года, Фредди пользовался популярностью у журналистов. В интервью он постоянно говорил, что в Эру мёртвого мяча бейсбол был интереснее и «игра с резиновым мячом» это совершенно другой спорт. Парент также говорил, что современные игроки чрезмерно переживают когда с трибун в них бросают бумажные стаканчики, тогда как ранее оттуда летели пивные бутылки.  
Скончался Фредерик Парент 2 ноября 1972 года в Санфорде. Похоронен там же, на Кладбище Святого Игнатия. 